# Порініс Вільям Григорович
Порініс Вільям Григорович (20 червня 1934, село Писарівщина Диканського району, Полтавської області) - український художник. Портретист, пейзажист, працює в стилі "наївного реалізму". Займається, також, коренепластикою. 

## З біографії
Закінчив Великобудищанську школу, Писаревщанський ветзоотехнікум. Після служби в армії вступив до Київського державного інституту фізичної культури. Тривалий час працював в Запорізькій спеціальній загально-освітній школі-інтернаті № 5 для дітей з вадами зору.
Малював з дитинства. Навчаючись в Києві заробляв на життя іконописом. 
За 30 років - від 1957 до 1987 року написав тисячу картин. 
Географія персональних виставок: в Запоріжжі, Києві, а також у  Болгарії, Угорщині, Польщі, Росії.